# Surf Rider!
(Gene Weed)
| Recensione | Giudizio |
| ---------- | -------- |
| AllMusic   | [ 2 ]    |

Surf Rider! è il primo album in studio del gruppo musicale surf rock californiano The Lively Ones, pubblicato nel 1963 dalla Del-Fi Records.

## Tracce
Lato 1
1. Surf Beat – 2:25 (Dick Dale)
2. Let's Go Trippin' – 2:55 (Dick Dale)
3. Misirlou – 2:30 (Milton Leeds, Nicholas Roubanis, Bob Russell, Chaim Tauber, Fred Wise)
4. Guitar Man – 2:30 (Duane Eddy, Lee Hazlewood)
5. Caterpillar Crawl – 2:35 (Joel Scott Hill)
6. Walking the Board – 2:17

Lato 2
1. Paradise Cove – 3:40 (Ray Hunt)
2. Goofy Foot – 3:00 (Jim Masoner, Joel Willenbring)
3. Surf Rider – 3:03 (Nokie Edwards, Nole Edwards)
4. Happy Gremmie – 3:00
5. Hotdoggen – 3:00
6. Surfer's Lament – 2:43 (M.J. Harris)

## Formazione
- Jim Masoner – chitarra principale
- Ed Chiaverini – chitarra ritmica
- Ron Griffith – basso
- Joel Willenbring – sassofono
- Tim Fitzpatrick – batteria